# Hammered
| Recensione             | Giudizio |
| ---------------------- | -------- |
| AllMusic               |          |
| Encyclopaedia Metallum | 88/100   |

Hammered è il sedicesimo album dei Motörhead, uscito nel 2002 per la Sanctuary Records.

## Il disco
L'album, è stato uno dei lavori più hard rock della band degli ultimi tempi. Il disco si può considerare migliore del precedente ed opaco We Are Motörhead. Contiene buone canzoni, "riunite" soprattutto nella prima metà del disco, come Brave New World, dalla quale è stato tratto anche un videoclip.
L'ultima traccia Serial Killer, (scritta da Kilmister e anch'essa accompagnata con un videoclip) è molto particolare perché non è altro che una spoken word in cui Lemmy parla su un sottofondo musicale intonato dalla chitarra distorta di Phil Campbell; inoltre, negli ultimi secondi della traccia, possiamo sentire anche la voce del famoso wrestler Triple H, al quale è dedicata anche la bonus track The Game.
Tutte le tracce (eccetto quelle segnate) sono scritte da Phil Campbell, Lemmy Kilmister e Mikkey Dee.

## Tracce
1. Walk A Crooked Mile - 5:53
2. Down The Line - 4:25
3. Brave New World - 4:05
4. Voices From the War - 4:30
5. Mine All Mine - 4:14
6. Shut Your Mouth - 4:08
7. Kill the World - 3:41
8. Dr. Love - 3:51
9. No Remorse - 5:19
10. Red Raw - 4:05
11. Serial Killer (Kilmister) - 1:57

Bonus tracks:
12. The Game (Jim Johnston) - 3:31
13. Overnight Sensation (live) - 4:16
Bonus tracks dell'edizione limitata (Disco 2):
1. Shoot You In The Back (Live; Wacken Open Air 2001) - 2:52
2. R.A.M.O.N.E.S. (Live; Wacken Open Air 2001) - 1:35
3. The Game (Jim Johnston) - 3:31

- Inoltre include 16 minuti di mpeg che riguardano il DVD "25 & Alive Boneshaker"

## Formazione
- Lemmy Kilmister - basso, voce
- Phil Campbell - chitarra
- Mikkey Dee - batteria